# Thamnochortus
Thamnochortus é um género botânico pertencente à família Restionaceae.

## Espécies seleccionadas
- Thamnochortus acuminatus
- Thamnochortus amoena
- Thamnochortus aemulus
- Thamnochortus arenarius
- Thamnochortus argenteus
- Thamnochortus bachmanni
- Thamnochortus bromoides
- Thamnochortus burchellii
- Thamnochortus canescens

1. ↑  «Thamnochortus — World Flora Online». www.worldfloraonline.org. Consultado em 19 de agosto de 2020